# Stamford (Lincolnshire)
Stamford é uma cidade às margens do rio Welland em Lincolnshire. A cidade está localizada a 92 mi (148 km) ao norte de Londres. A população no censo de 2011 era de 19 701 pessoas. Foi estimado em 20 645 em 2019. A cidade tem edifícios de pedra dos séculos XVII e XVIII, edifícios mais antigos com estrutura de madeira e cinco igrejas paroquiais medievais. Stamford é uma locação frequente de filmes. Em 2013, foi classificado como o melhor lugar para morar em uma pesquisa do The Sunday Times.